# Going Back (альбом Бадди Гая)
Going Back — студийный альбом дуэта Бадди Гая и Джуниора Уэллса, выпущенный в 1981 году во Франции. Лауреат 3rd Blues Music Awards 1982 года в номинации «Альбом традиционного блюза» .

## Об альбоме
Альбом был записан 15 мая 1981 года на Sysmo Records Studio в Париже и является полностью акустическим.
В 1991 году Alligator Records переиздала альбом в США и Канаде на CD под названием Alone & Acoustic, в 2006 году Pure Pleasure Analogue переиздала виниловую копию альбома под названием Going Back To Acoustic.
«Гай и Уэллс отдохнули от бэк-музыкантов и усилителей, чтобы записать этот спонтанный, полностью акустический сет. Результат резко контрастирует с жарким чикагским блюзом, которым дуэт наиболее известен. Вместо этого эти записи расслабленные и личные, с интимным, домашним настроением. Гай переключается между шести- и двенадцатиструнными гитарами и закладывает кондовый акустический ритм для изысканных партий губной гармошки Уэллса» 
Рубен Перри, обозреватель HiFi сказал (про переиздание на виниле) что «Классические песни дополняются безупречным ремастерингом того типа записи, который постоянно напоминает мне, почему у меня есть проигрыватель. Фантастическая прозрачность, потрясающая подача грубо высеченных вокальных динамических сдвигов и деталей, которые кричат о „близости“, воссоздают атмосферные корни Глубокого Юга и делают эту запись обязательной к приобретению и с точки зрения звука» 
Мишель Фреме также отметил высокое качество записи («непосредственность, прозрачность, интимность, точную передачу деталей») сказал, что «Эти десять акустических треков…отражают акустический блюз как и любой другой альбом. Но если вы не в теме, то не ждите что переиздание вдруг поместит вас внутрь блюза» 

## Список композиций
| №  | Название                                                | Автор(ы)                   | Длительность |
| -- | ------------------------------------------------------- | -------------------------- | ------------ |
| 1. | «Boogie Chillun»                                        | Джон Ли Хукер              | 4:06         |
| 2. | «I'm In The Mood»                                       | Джон Ли Хукер              | 3:35         |
| 3. | «Don't Leave Me»                                        | Бадди Гай                  | 3:44         |
| 4. | «Give Me My Coat And Shoes»                             | Бадди Гай                  | 3:50         |
| 5. | «Medley: Baby What You Want Me To Do — That’s Allright» | Джимми Рид, Джимми Роджерс | 5:44         |

| №   | Название                   | Автор(ы)      | Длительность |
| --- | -------------------------- | ------------- | ------------ |
| 6.  | «Junior And Buddy's Thing» | Джуниор Уэллс | 5:19         |
| 7.  | «Hold It Right There»      | Джуниор Уэллс | 4:50         |
| 8.  | «My Home Is In The Delta»  | Мадди Уотерс  | 3:07         |
| 9.  | «Wrong Doing Woman»        | Джуниор Уэллс | 3:00         |
| 10. | «Diggin My Potatoes»       | Джуниор Уэллс | 4:28         |

## Участники записи
- Бадди Гай  — вокал (A1 - A4), гитара, 12-струнная гитара (A4)
- Джуниор Уэллс — вокал (A5 — B5), губная гармоника

Производство
- Дидье Трикар — продюсер
- Жан Бузлин — дизайн конверта
- Жан-Пьер Арньяк — фотография
- Кристиан Клине — аннотация